# Fotsiforia similis
Fotsiforia similis là một loài tò vò trong họ Ichneumonidae.